# Georg Merrem
Georg Merrem (Königsberg, 21 de setembro de 1908 – Leipzig, 8 de julho de 1971) foi um neurocirurgião alemão.

## Formação e carreira
Filho do cirurgião Karl Blasius Merrem e Agnes Jacob, após obter o Abitur em Berlim estudou medicina em Tübingen e Berlim de 1927 a 1932. Ingressou no Partido Nacional-Socialista dos Trabalhadores Alemães (NSDAP) em 1931. Completou o estágio em 1932 no St. Hedwig-Krankenhaus em Berlim e depois foi médico assistente no Kaiserin-Augusta-Hospital de Berlim. Em 1933 obteve o título de Dr. med. (Die Behandlung der multiplen Sklerose mit Germanin) e em 1938 tornou-se especialista em cirurgia. De 1939 a 1946 foi cirurgião da Wehrmacht em hospitais militares e também cirurgião cerebral sênior. Depois de ser um prisioneiro de guerra, em 1947 tornou-se o primeiro cirurgião sênior do Stadtkrankenhaus Dresden-Johannstadt.
Em 1949 tornou-se chefe da neurocirurgia da Clínica Psiquiátrica e Nervosa da Universidade de Leipzig. Em 1951 obteve a habilitação como professor de cirurgia e neurocirurgia (Die Chirurgie des Ventrikelsystems als Ergebnis histopathologischer Beobachtungen und neurochirurgischer Erfahrungen ) e tornou-se docente. Em 1954 tornou-se diretor da recém-fundada Clínica Neurocirúrgica da Universidade de Leipzig, em 1955 foi professor titular de neurocirurgia e, em 1959, catedrático em Leipzig. De 1959 a 1961 foi decano da faculdade de medicina em Leipzig, e de 1961 a 1963 foi pró-decano. A partir de 1969 foi professor titular. De 1959 a 1962 foi também chefe interino da neurocirurgia na Clínica Cirúrgica da Universidade de Halle.

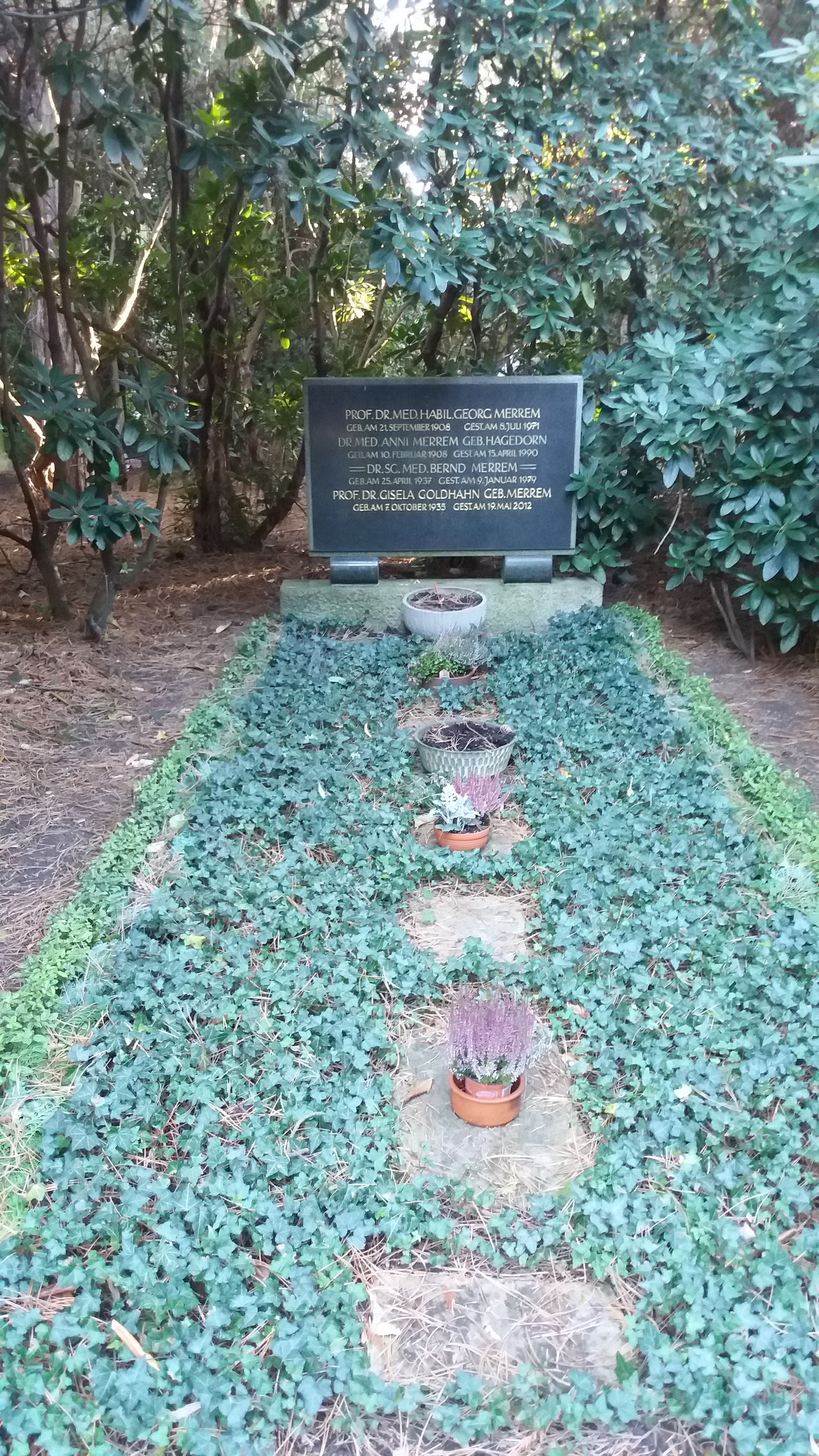
Sepultura de Georg Merrem e familiares

Em 1969 recebeu a Medalha Fedor Krause (e tornou-se membro honorário da Deutsche Gesellschaft für Neurochirurgie). Em 1960 foi eleito membro da Academia de Ciências da Saxônia e em 1963 da Academia Leopoldina. De 1960 a 1962 foi o segundo presidente da Deutsche Gesellschaft für Neurochirurgie. Em 1960 tornou-se membro da Academia de Ciências da Alemanha Oriental (secção de cirurgia) e em 1963 foi co-fundador e até 1966 primeiro presidente da Sociedade de Neurocirurgia da República Democrática da Alemanha.
Sua sepultura está localizada no Südfriedhof em Leipzig.

## Obras
- Die klinisch-biologische Wertigkeit der Hirngeschwulste, Akademie Verlag 1962
- Lehrbuch der Neurochirurgie, Berlin: Volk und Gesundheit, 3. Auflage 1970
- mit W. E. Goldhahn: Neurochirurgische Operationen, Springer, 2. Auflage 1981
- mit H. Fried: Die Neurochirurgische Klinik der Karl-Marx-Universität Leipzig : Aufbau und Ergebnisse von 1949 – 1964. Leipzig: Barth, 1964

## Literatur
- H. G. Niebeling: Georg Merrem (1908–1971). In: Namhafte Hochschullehrer der Karl-Marx-Universität Leipzig, Volume 2, 1982, p. 54–59
- S. Berdermann: Professor Dr. med. habil. Georg Merrem 1908–1971, Gründer und langjähriger Direktor der Neurochirurgischen Universitätsklinik Leipzig. Leipzig, Dissertation 1995